# Старенько Валентина Денисівна
Валентина Денисівна Старенько (19 жовтня 1934, село Вовчиків Перевіз, тепер село Старовойтове Любомльського району Волинської області — 15 березня 2008, село Копачівка Рожищенського району Волинської області) — українська радянська діячка, доярка колгоспу «Перше травня» Рожищенського району Волинської області. Герой Соціалістичної Праці (22.03.1966). Депутат Верховної Ради СРСР 6-го скликання.

## Біографія
Народилася в селянській родині. Освіта початкова.
У 1948—1949 роках — колгоспниця, з 1949 року — доярка, майстер машинного доїння колгоспу (з 1968 року — елітно-насінницького радгоспу) «Перше травня» села Копачівки Рожищенського району Волинської області. У 1966 році надоїла по 3321 кілограм молока від кожної з 25 закріплених за нею корів.
Член КПРС з 1958 року.
Понад 55 років пропрацювала дояркою.
З 1990-х років — на пенсії в селі Копачівці Рожищенського району Волинської області.

## Нагороди
- Герой Соціалістичної Праці (22.03.1966)
- орден Леніна (22.03.1966)
- орден Жовтневої Революції (24.12.1976)
- орден Трудового Червоного Прапора (14.02.1975)
- медаль «За трудову доблесть» (26.02.1958)
- медалі